# Broken Valley
Broken Valley è il quarto album in studio del gruppo statunitense Life of Agony, pubblicato nel 2005 dalla Epic Records.

## Tracce
1. Love To Let You Down – 3:40
2. Last Cigarette – 2:56
3. Wicked Ways – 4:02
4. Don't Bother – 3:30
5. Strung Out – 3:59
6. Junk Sick – 3:18
7. The Calm That Disturbs You – 3:15
8. No One Survives – 1:34
9. Justified – 6:21
10. The Day He Died – 3:23
11. Broken Valley – 5:17
12. Room 244 – 4:54